# Castellà de Mèxic

Ubicació de Mèxic

El castellà de Mèxic és una varietat de dialectes de la llengua castellana parlada a Mèxic. Té diferents accents regionals com ara en les regions del nord, del centre, del sud, de zones costaneres i de la península de Yucatán. Entre les seves principals influències hi ha l'anglès dels Estats Units i el nàhuatl dels pobles indígenes agrupats principalment al sud del país.